# Anton Dalmus
Anton Hermann Diedrich Dalmus, również Anton Dalmüs, Anthon Dolmuss, pol. Antoni Dalmus (ur. 28 grudnia 1895 w Meiderich, zm. 13 stycznia 1973 w Wesel) – niemiecki inżynier, oficer Luftwaffe, główny energetyk budowy podziemnego kompleksu Riese w Górach Sowich, który miał być jedną z kwater głównych Adolfa Hitlera.

## Życiorys

### Wczesne życie
Z informacji zawartych w zachowanej teczce personalnej Dalmusa w ZPB „Frotex” w Prudniku pochodzą informacje, że urodził się 28 grudnia 1895 w Wiedniu. W rzeczywistości pochodził jednak z Meiderich w Niemczech (obecnie dzielnica Duisburga), a podanie Wiednia w dokumencie miało być próbą utożsamienia się z narodowością austriacką. Był synem Antoniego i Emmy (w ankiecie imię spolszczono na Emilia). Jego ojciec był urzędnikiem.
W dokumentach z Prudnika znajduje się informacja, że w latach 1913–1918 był oficerem technicznym w wojsku austriackim, a następnie pracował jako inżynier w firmie Siemens. Przyznawał się do pobytu w okresie międzywojennym w Wiedniu, Berlinie i Gdańsku. W rzeczywistości podczas I wojny światowej służył w armii niemieckiej (był odznaczony Krzyżem Żelaznym) i nie pracował w koncernie Siemens. Miał odbyć studia inżynierskie (inżynier mechanik) na Politechnice w Wiedniu oraz Szkole Technicznej w Berlinie. Nie zachowały się jednak dowody na jego studia w Berlinie. W 1919 wziął ślub z Charlottą z domu Ladewig. Mieli troje dzieci.
1 sierpnia 1930 wstąpił do NSDAP. Później został zawieszony w prawach członka partii. Przywrócenie nastąpiło 1 maja 1932. Był także członkiem SA.

### II wojna światowa

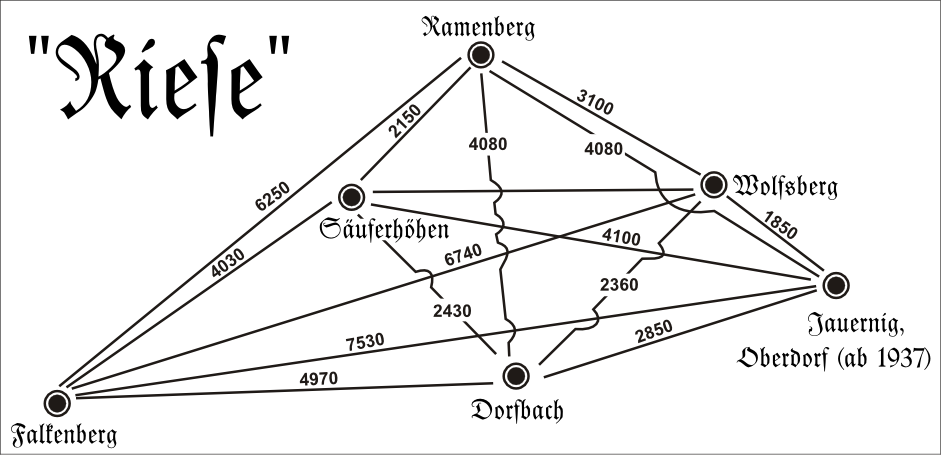
Kompleks Riese z oryginalnym nazewnictwem obiektów

Pracując jako inżynier przy urządzeniach elektrycznych, w 1940 miał zostać powołany do służby wojskowej w Wehrmachcie. W życiorysie w Prudniku twierdził, że nie walczył z bronią w ręku, jedynie zajmował się budowami o charakterze militarnym i został oficerem technicznym Luftwaffe. Faktycznie dosłużył się stopnia majora Wehrmachtu. Dołączył do Organizacji Todt w Jedlinie-Zdroju. Pracował przy wznoszeniu Wilczego Szańca. Budował także fortyfikacje na linii Zygfryda i wyrzutnie rakietowe we Francji. Został głównym energetykiem podczas budowy podziemnego kompleksu Riese.

### Lata powojenne
Po II wojnie światowej, gdy pozostał w Polsce, w dokumentach urzędowych został zarejestrowany jako Antoni Dalmus, urodzony 28 grudnia 1895 w Wiedniu. Nie znał jednak języka polskiego. Od 1945 pracował w polskim Ministerstwie Odbudowy. Od 1 czerwca 1949 – nadal współpracując z ministerstwem – do 28 lutego 1950 był pracownikiem Państwowego Przedsiębiorstwa Poszukiwań Terenowych w Głuszycy. Miał pomagać polskim władzom w wywozie pozostawionego tutaj sprzętu i materiałów budowlanych. Nie unikał dziennikarzy i sporo im opowiadał o budowie i przeznaczeniu poszczególnych obiektów kompleksu Riese. Po raz pierwszy po wojnie nazwisko Antoniego Dalmusa pojawiło się na łamach „Słowa Polskiego” jesienią 1947. Oprowadzał on dziennikarza gazety po podziemnych i naziemnych obiektach Gór Sowich. Proponował polskim władzom sprzedaż planów budowy kompleksu Riese. Wycenił swoją wiedzę na 1,5 mln ówczesnych złotych. Nie wykupiono informacji od Dalmusa, ponieważ uznano, że ich cena jest zawyżona.
W okresie od 6 marca 1950 do 26 października 1953 pracował w Śląskich Zakładach Przemysłu Bawełnianego w Głuszycy na stanowisku głównego energetyka. Zwolniony na własną prośbę w październiku 1953, Dalmus wymeldował się z Głuszycy i
17 grudnia 1953 został przeniesiony do Prudnika, gdzie znalazł zatrudnienie w Prudnickich Zakładach Przemysłu Bawełnianego jako główny energetyk. Był już wtedy żonaty z Martą Sochor. Porucznik Jan Mospinek w sprawozdaniu z wyprawy badawczej w Góry Sowie 10 listopada 1954 napisał, że towarzyszył mu inż. Antoni Dalmus, zamieszkały w Prudniku, a pracujący w tamtejszych Zakładach Przemysłu Bawełnianego. 1 lipca 1958 został przeniesiony na stanowisko kierownika siłowni i pozostał na nim do 1 czerwca 1960, kiedy to zwolnił się z pracy. Podczas pobytu w Prudniku był tajnym współpracownikiem organów bezpieczeństwa publicznego o pseudonimie „Müller”.
Czynił starania o wyjazd do Austrii, jednak ostatecznie w 1963 wyjechał z Polski do Niemieckiej Republiki Demokratycznej. Władze milicyjne pozwoliły na wyjazd, argumentując decyzję tym, że Dalmus „jest w Polsce mało przydatny, bo nie zna języka polskiego”. Następnie zbiegł do Republiki Federalnej Niemiec, gdzie zmarł 13 stycznia 1973 w wieku 78 lat. Służba Bezpieczeństwa, niszcząc teczkę personalną Dalmusa w 1987, odnotowała, że „nie żyje”. Oznacza to, że do 1973 Dalmus był w kręgu zainteresowania wywiadu PRL.

## Spekulacje

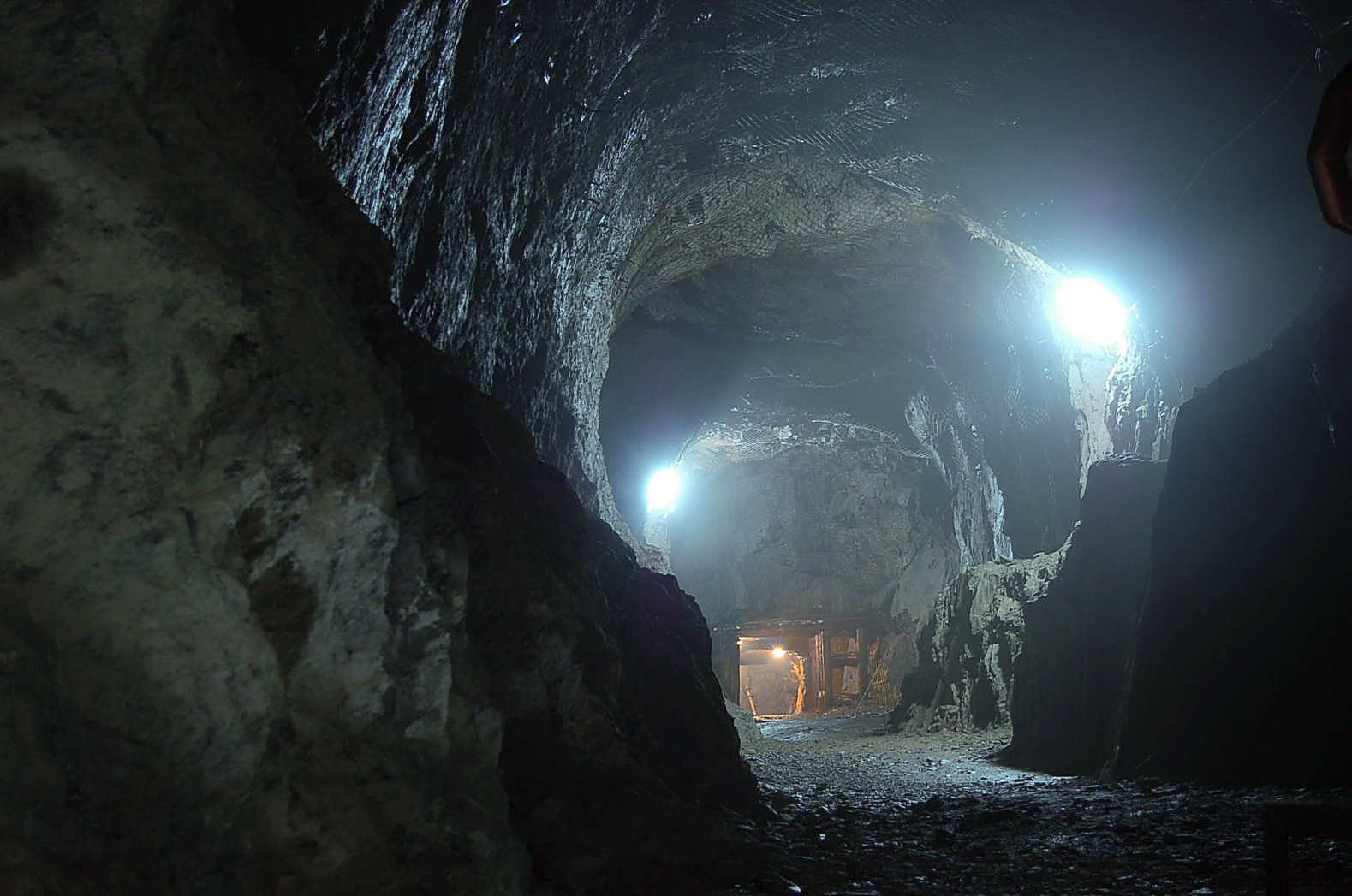
Podziemia kompleksu Riese

Na temat kompleksu Riese, a także samego Dalmusa, powstało wiele spekulacji. Jako główny energetyk budowy, Dalmus znał plany kompleksu i wiedział, jakie było jego przeznaczenie. To on przekazał Polakom większość znanych historii o Riese. Jednak, zdaniem Bartosza Rdułtowskiego, „za grosz nie można mu wierzyć”. Jacek Kowalski, Robert Kudelski i Zbigniew Rekuć, autorzy książki „Tajemnica Riese. Na tropach największej kwatery Hitlera”, twierdzą, że Dalmus współpracował z Werwolfem. Miał on pozostać w Polsce by pilnować, żeby Polacy nie odkryli prawdziwego przeznaczenia obiektu. Z drugiej strony, zaufanie, jakim Polacy darzyli Dalmusa, mogłoby sugerować, że zgodził się na jakąś formę współpracy z polskimi władzami.
Dalmus został wspomniany w raporcie Mariana Mazura z Akcji Rozbrajania Linii Odry z 28 maja 1947:

Na własną rękę przeprowadziłem przesłuchanie jednego z głównych świadków, a mianowicie Austriaka nazwiskiem Dalmus, ostatnio zatrudnionego w Ministerstwie Odbudowy na omawianym obiekcie. Był on kierownikiem budowy obiektu w Głuszycy, przewidzianego na kwaterę Hitlera. Budowa obiektu była prowadzona przez 6 grup roboczych w 13 sztolniach, od początku 1944 roku, przy czym w końcu 1944 roku została przerwana w stanie nieukończonym.

W 1947 Zbigniew Mosingiewicz, dziennikarz „Słowa Polskiego”, wraz z Dalmusem odwiedził Riese. Mosingiewicz opisał w gazecie relację z podróży i jego rozmowy z Dalmusem. Podejrzenia Mosingiewicza wzbudziły wypowiedzi Dalmusa na temat pracowników budowy. Według Dalmusa, robotnicy byli ochotnikami. W rzeczywistości, w budowie wykorzystywano więźniów, przywiezionych tu przez KL Auschwitz-Birkenau, których rychła śmierć miała zapewnić utrzymanie tajemnicy konstrukcyjnej. Śmiertelność była wysoka, co wiązało się zarówno z niedożywieniem, z przeciążeniem pracą, z niebezpiecznymi robotami podziemnymi, jak i z traktowaniem więźniów przez niemieckich oprawców.

Dolmuss twierdzi, że w podziemiach pracowali jedynie ochotnicy – Żydzi, którym przyznawano specjalne racje żywnościowe oraz włoscy minerzy. Praca była ciężka i niebezpieczna. Tysiące ludzi ginęły pod olbrzymimi odwalinami skał. Dlatego chętnych było niewielu. Ze sceptycyzmem odnosimy się do słów Dolmussa, wiemy przecież, w jaki sposób werbowali Niemcy „ochotników”.

Dalmus utrzymywał, że „od strony Modrzewka planowano wejście do kwatery głównej Hitlera, od Chałup – dla Goebbelsa i jego sztabu, z Walimia zaś do sztabu Wehrmachtu”. Na pytanie, czy plotki o mającym tu powstać atomowym miasteczku są prawdziwe, Dalmus miał zareagować gwałtownie:

Towarzysz mój rzuca takie pytanie.
– Czy plotki mieszkańców na temat mającego tu powstać atomowego podziemnego miasteczka odpowiadały prawdzie?
Czerwona twarz Dolmussa robi się miejscami blada, a szare oczy przykrywają się powiekami. Łapie się za twarz nerwowym ruchem, jakby chciał odepchnąć nasze pytanie i dopiero po dobrej chwili zaczyna mówić.
– Nie, to nie jest prawda.
Waży starannie każde słowo.
– Plany podziemnego miasta widziałem w głównym biurze Organizacji Todt w Berlinie i mogę na to przysięgać.
Wątpimy w tej chwili w prawdomówność Dolmussa.

Przedsiębiorstwo Poszukiwań Terenowych natrafiło na informację o ukryciu w górach kabla telekomunikacyjnego. Dalmus zgodził się na pomoc w lokalizacji kabla. Jeden z pracowników zasugerował intencje Dalmusa:

Zamiary inżyniera Dalmusa są niejasne i wyrażając chęć wskazania położenia kabli w górach leżących w pasie przygranicznym, zależy mu przede wszystkim na uzyskaniu zaświadczenia, na podstawie którego mógłby się swobodnie poruszać w pasie przygranicznym.

W 1959 Ryszard Makowski, redaktor „Trybuny Wałbrzyskiej”, spotkał Dalmusa w Prudniku i skłonił go do rozmowy.

Jest to starszy pan, który był odpowiedzialny za całość prac budowlanych na terenie budowy fortyfikacji „Wału Atlantyckiego”, wyrzutni rakietowych, głównej Kwatery Hitlera w Kętrzynie oraz budowy nowej kwatery w okolicach Wałbrzycha. Jakie było moje zdziwienie, gdy dowiedziałem się, że ów pan jest obecnie inżynierem, głównym energetykiem w jednym z dużych zakładów przemysłowych. Dziś liczy sobie 65 lat życia. Jest typowym służbistą […] Mój informator jest bardzo zręczny w rozmowie, a jednocześnie bardzo ostrożny w zwierzeniach. Języka polskiego nie zna… Ma mocny, świdrujący wzrok. Idąc za nim można od razu poznać, że ma się do czynienia z osobnikiem, który wiele lat ubrany był w mundur wojskowy. Ma świetną pamięć i umie dobrze opowiadać niczym nasz polski gawędziarz.

Artykuł Makowskiego ujawnia, że Dalmus w rzeczywistości był Niemcem, a nie – jak zwykł podawać – Austriakiem. Dalmus twierdził m.in., że był przyjacielem Erwina Rommla, i podczas ich wspólnej libacji alkoholowej w przeddzień śmierci generała, Rommel miał powiedzieć Dalmusowi, że spodziewa się swojej śmierci. Uwagę dziennikarza zwróciła „wybiórcza” pamięć Dalmusa:

Trzeba przyznać, że major sypie nazwiskami, ale nie pamięta np. nazwisk lekarzy obozowych, dowódców SS czy nawet członków stu osobowej specjalnej jednostki Abwhery – kontrwywiadu… Wie, że było tu ponad stu wyższych oficerów SS. Nazwisk nie przypomina sobie, a przecież prawie każdego dnia kontaktował się z nimi…

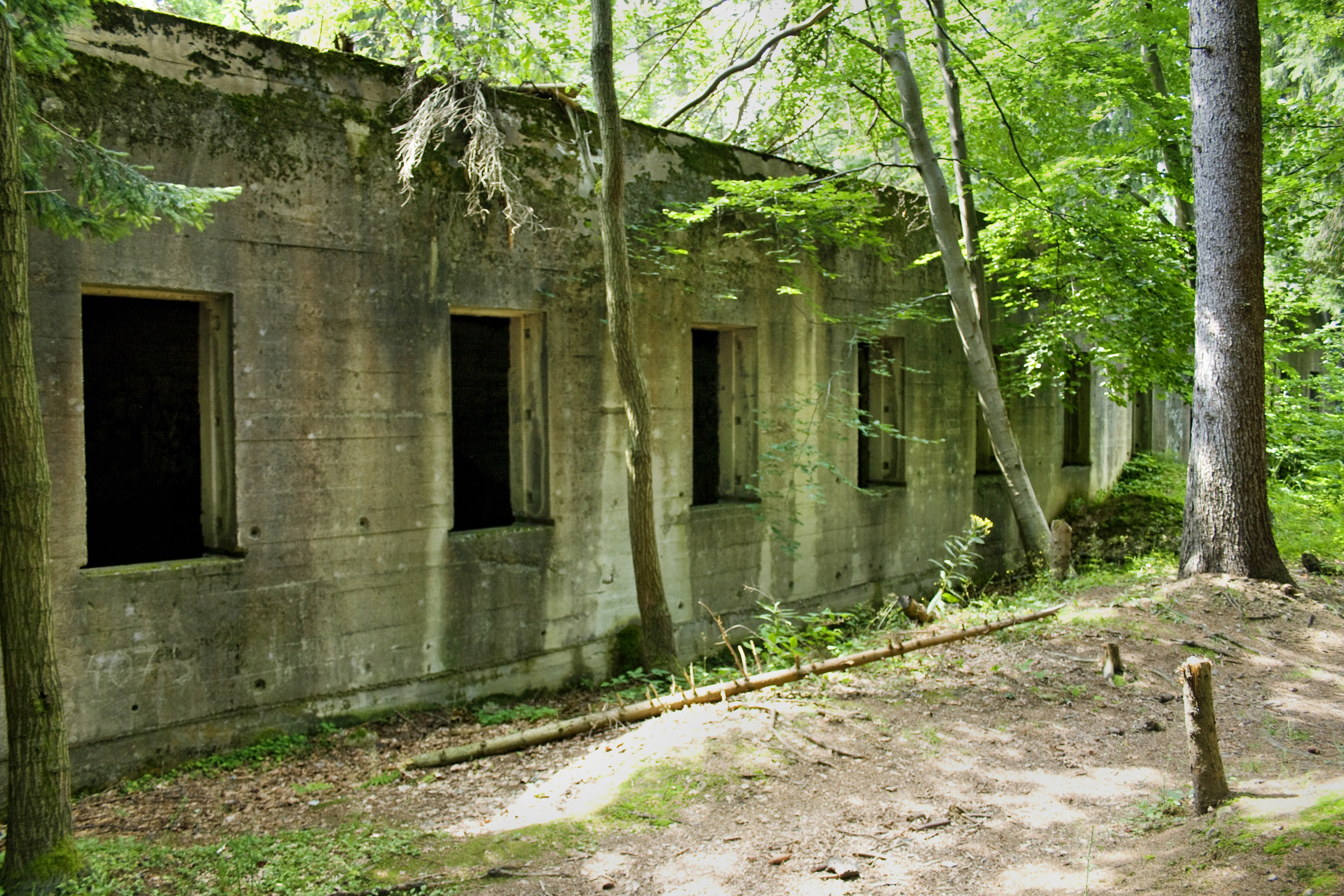
„Kasyno”

Jerzy Cera, autor książki „Tajemnice Gór Sowich”, w 1975 odwiedził obiekty Riese z mężczyzną, który jako nastolatek towarzyszył Dalmusowi w powojennych wyprawach po Górach Sowich. Gdy Cera chciał wejść do tzw. kasyna, mężczyzna go powstrzymał i zaczął prosić, by nigdy nie wchodził do tego obiektu, ponieważ Dalmus zawsze go przestrzegał – „pamiętaj, żebyś nigdy tu nie wchodził, gdyż możesz tu wylecieć” (lub „wlecieć” – mężczyzna nie pamiętał, jakiego słowa użył Dalmus). Nie udało się ustalić, o jakie niebezpieczeństwo chodziło Dalmusowi.